# كن صلبا (فلم)
كن صلبا (بالإنجليزية: Get Hard) هو فيلم كوميدي تم إنتاجه في الولايات المتحدة وصدر في 27 مارس 2015. من بطولة ويل فيرل وكيفن هارت وأليسون بري وتي.آي.. ومن إخراج ايتان كوهين (في تجربته الإخراجية الأولى) والذي كتبه ايتان كوهين، جاي مارتل وإيان روبرتس. ونجوم السينما ويل فيريل، وكيفن هارت، أليسون بري، إدوينا فيندلي، وكريغ نيلسون. رُغم بعض الملاحظات السلبية عليه ولكنه حقق نجاح مالي مُحققاً أكثر من 106 مليون دولار.

## القصة
جيمس كينغ الثري مدير التمويل والعائدات في شركة رئيسها مارتن بارو ومخطوب لإبنة الرئيس، يتم إلقاء القبض عليه بتهمة السرقة والاحتيال والتهرب من الضرائب ويتم الحكم عليه بمدة 10 سنوات في أصعب سجن بالولاية الذي يشتهر بمجرميه الشرسين وممارسة الجنس مع الرجال. يمنح جيمس مدة 30 يوماً قبل الزج بالسجن وخلال هذه المدة القصيرة يحاول جيمس أن يتعرف على طريقة الحياة والتأقلم بين المجرمين في السجن هرباً من أن يتحول إلى مومس للمجرمين هناك. حيث يلجأ لمسؤول غسيل السيارات بالشركة دارنيل لويس ليدربه على هذه الحياة.

## الأدوار
- ويل فيرل بدور جيمس كينغ.
- كيفن هارت بدور دارنيل لويس.
- إدوينا فيندلي بدور ريتا لويس.
- كريغ تي نيلسون بدور مارتن بارو.

## الميزانية والإيرادات
بلغت تكلفة إنتاج الفيلم حوالي 40 مليون دولار بينما حقق أرباحا تقدر بـ 106.1 مليون دولار.

## روابط خارجية
- كن صلبا على موقع IMDb (الإنجليزية)
- كن صلبا على موقع ميتاكريتيك (الإنجليزية)
- كن صلبا على موقع الموسوعة البريطانية (الإنجليزية)
- كن صلبا على موقع روتن توميتوز (الإنجليزية)
- كن صلبا على موقع نتفليكس (الإنجليزية)
- كن صلبا على موقع قاعدة بيانات الأفلام العربية
- كن صلبا على موقع ألو سيني (الفرنسية)
- كن صلبا على موقع Turner Classic Movies (الإنجليزية)
- كن صلبا على موقع أول موفي (الإنجليزية)
- كن صلبا على موقع بوكس أوفيس موجو (الإنجليزية)